# As Hoteles
As hoteles es la cadena de hoteles de la marca Áreas La cadena as hoteles incluye hoteles ubicados en autopistas o en  autovías, bajo el lema de “Ideales para descansar y continuar el viaje al día siguiente”.

## Actualidad
Actualmente la cadena cuenta con 10 establecimientos situados en autopistas del norte y del sur de España, los cuales desde febrero de 2012 han pasado a ser gestionados y comercializados por la cadena de hoteles independientes Sercotel Hoteles.